# 巴切勒斯雷斯特 (肯塔基州)
巴切勒斯雷斯特（英語：Bachelors Rest）是位於美國肯塔基州彭德爾頓縣的一個非建制地區。

## 地理
巴切勒斯雷斯特所處的海拔為高於海平面281米（即922英呎），而該地所採用的時區為UTC-5，即北美東部時區（EST）。同時該地設有夏令時間，為UTC-5調快一小時，即UTC-4（EDT）。